# Cerioxynus
Cerioxynus is een geslacht van eenoogkreeftjes uit de familie van de Anchimolgidae. De wetenschappelijke naam van het geslacht is voor het eerst geldig gepubliceerd in 1974 door Humes.

## Soorten
- Cerioxynus alatus Humes, 1974
- Cerioxynus bandensis Humes, 1979
- Cerioxynus faviticolus Humes, 1974
- Cerioxynus moluccensis Humes, 1979
- Cerioxynus montastreae Humes, 1986
- Cerioxynus oulophylliae Humes, 1986